# Rudolf Brunngraber
Rudolf Brunngraber, né le 20 septembre 1901 à Vienne (Autriche) et mort le 5 avril 1960 dans sa ville natale, est un écrivain, journaliste et peintre autrichien.

## Récompenses et distinctions
- 1950 : Prix de la Ville de Vienne de littérature